# Premià de Mar
Premià de Mar (Catalansk udtale: [pɾəmiˈa ðə ˈmar]) er en catalansk by i comarcaet Maresme i provinsen Barcelona i det nordøstlige Spanien. Byen har 28.951(2024) indbyggere og dækker et areal på 1,97 km². Den er beliggende mellem byerne El Masnou og Vilassar de Mar, der også er placeret mellem Mataró, hovedstaden i comarcaet, og Barcelona. Premià de Mar betjenes af Rodalies de Catalunya, der bl.a. opererer mellem Barcelona og Maçanet-Massanes.